# Палац Путіна
44°25′09″ пн. ш. 38°12′19″ сх. д. / 44.4192102° пн. ш. 38.205207° сх. д.
Палац Путіна або Резиденція на мисі Ідокопас — це величезний палацовий комплекс, що розташований на узбережжі Чорного моря поблизу села Прасковіївка, що біля Геленджику, Краснодарський край, Росія. Палац побудований як резиденція для президента Володимира Путіна, про що стверджують Фонд боротьби з корупцією (ФБК) і підприємець Сергій Колєсніков.

## Виявлення
В розслідуванні стверджується, що дача була побудована для особистого користування Путіна, і будівництво розпочалося під час його першого президентства, що офіційно спростовував речник Путіна Дмитро Пєсков в 2010. Докладні заяви про проєкт, в якому неналежним чином використовуються державні кошти, були зроблені бізнесменом Сергієм Колєсніковим, пов’язаний з Путіним ще з часів перебування того в Санкт-Петербурзі до приходу в Кремлівську політику.
У грудні 2010, Колєсніков написав відкритий лист до президента Дмитра Медведєва, в якому детально описував свою участь та участь інших у проєкті, закликаючи Медведєва провести розслідування та вжити заходів проти корупції в Росії. Згодом, у січні 2011, Російськомовним WikiLeaks були опубліковані високоякісні фотографії палацу та його обширних територій, на яких було видно розкішний інтер'єр. Після публікації фотографій сайт був тимчасово заблокований.

## Офіційна відповідь
Речник Путіна Дмитро Пєсков, коментуючи розслідування ФБК, назвав його «нісенітницею і компіляцією». «В цьому випадку президенту записують у власність те, чого не існує», — заявив він.
"У даному випадку президенту закидають у власність те, чого не існує. Вся власність президента Росії декларується ним щорічно і викладена ним в інформації, що публікується також у щорічній декларації.

Вчорашній ось цей матеріал - нічого нового там не представлено. Ви знаєте, що ця тема була вкинута роки три-чотири тому.
І власне тут в даному випадку з пустого в порожнє переливається. Вже неодноразово намагалися використовувати ось ці інсинуації.

Причому часто навіть не обтяжуючи себе якимись хоча б мінімальними спробами не те щоб щось довести, але хоча б проілюструвати. Може бути, що єдина новинка - це те, що тут вже такі монтажні історії використовуються".— Дмитро Пєсков, речник президента Путіна
За словами Пєскова, всі подібні матеріали є «лохотроном» і створюються «шахраями» з метою вилучення грошей у населення.
"В кінці цього чудесного матеріалу вказані номери рахунків з проханням туди перераховувати гроші. Мені здається, що це, напевно, головне завдання подібних матеріалів, подібних таких псевдорозслідувань.

Ми попереджаємо всіх громадян, тим більше з урахуванням такої великого кількості переглядів: подумайте перед тим, як переводити гроші ось таким насправді шахраям".— Дмитро Пєсков, речник президента Путіна

## Зображення

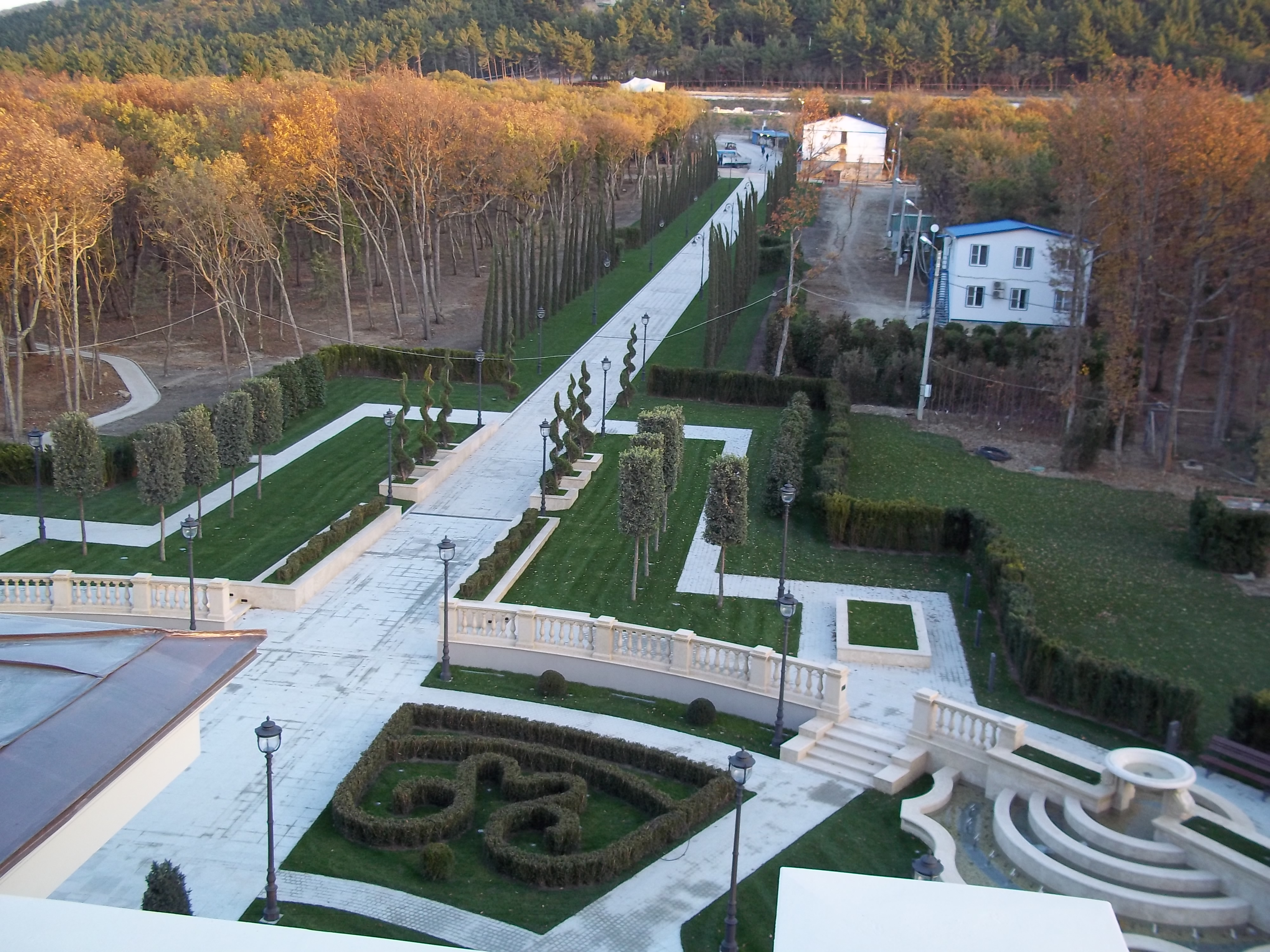
Парк
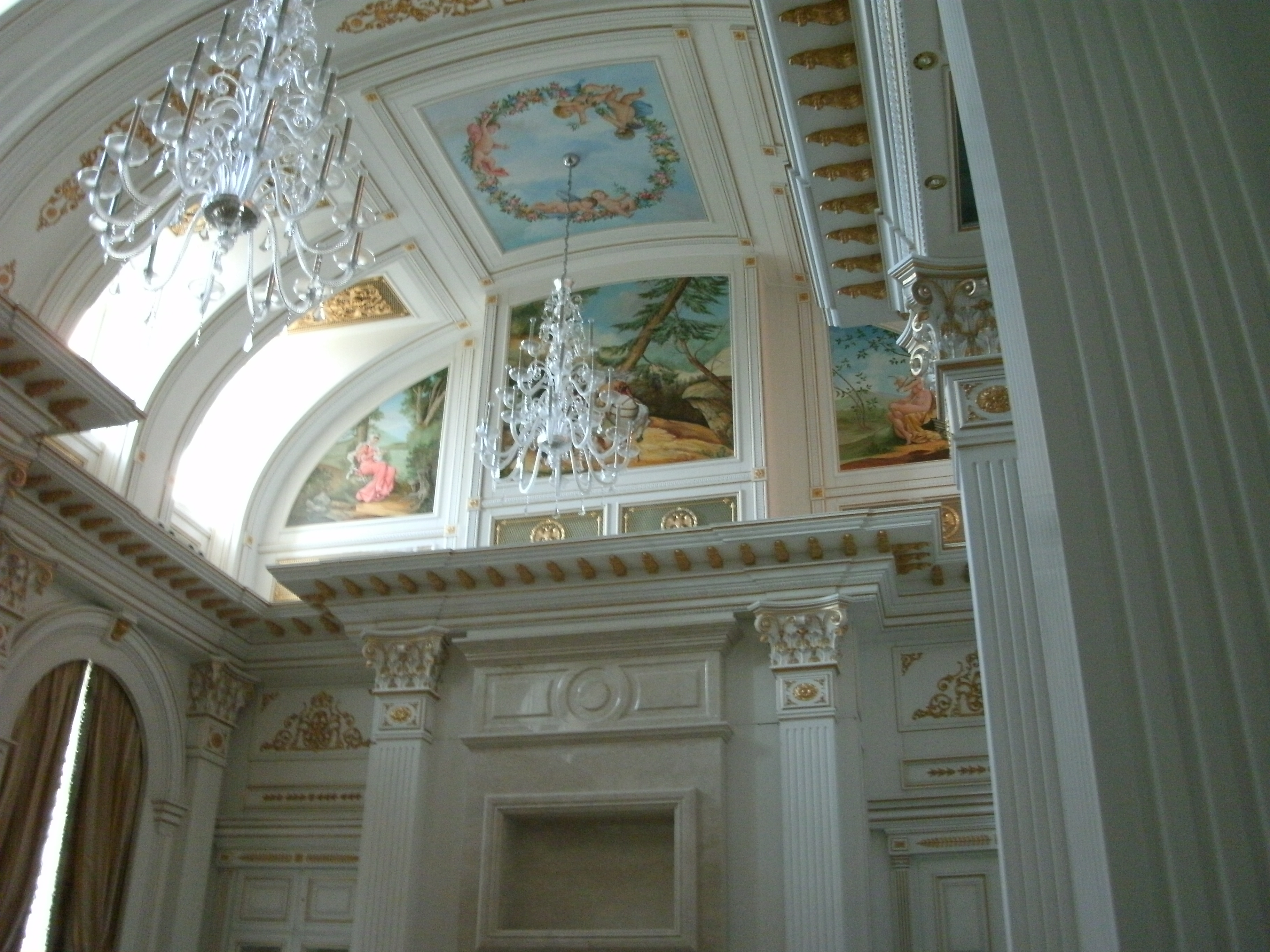
Головний зал
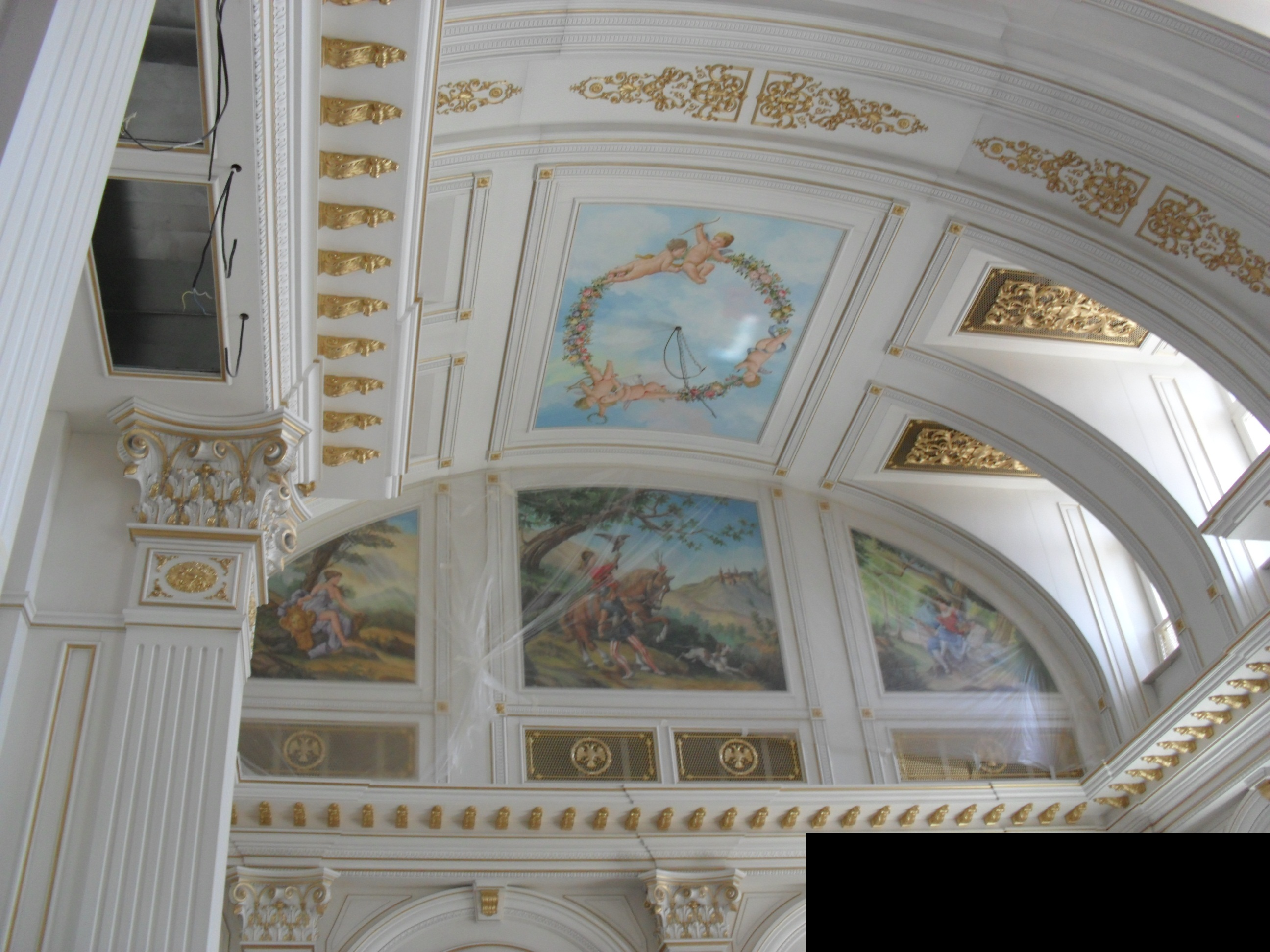
Головний зал
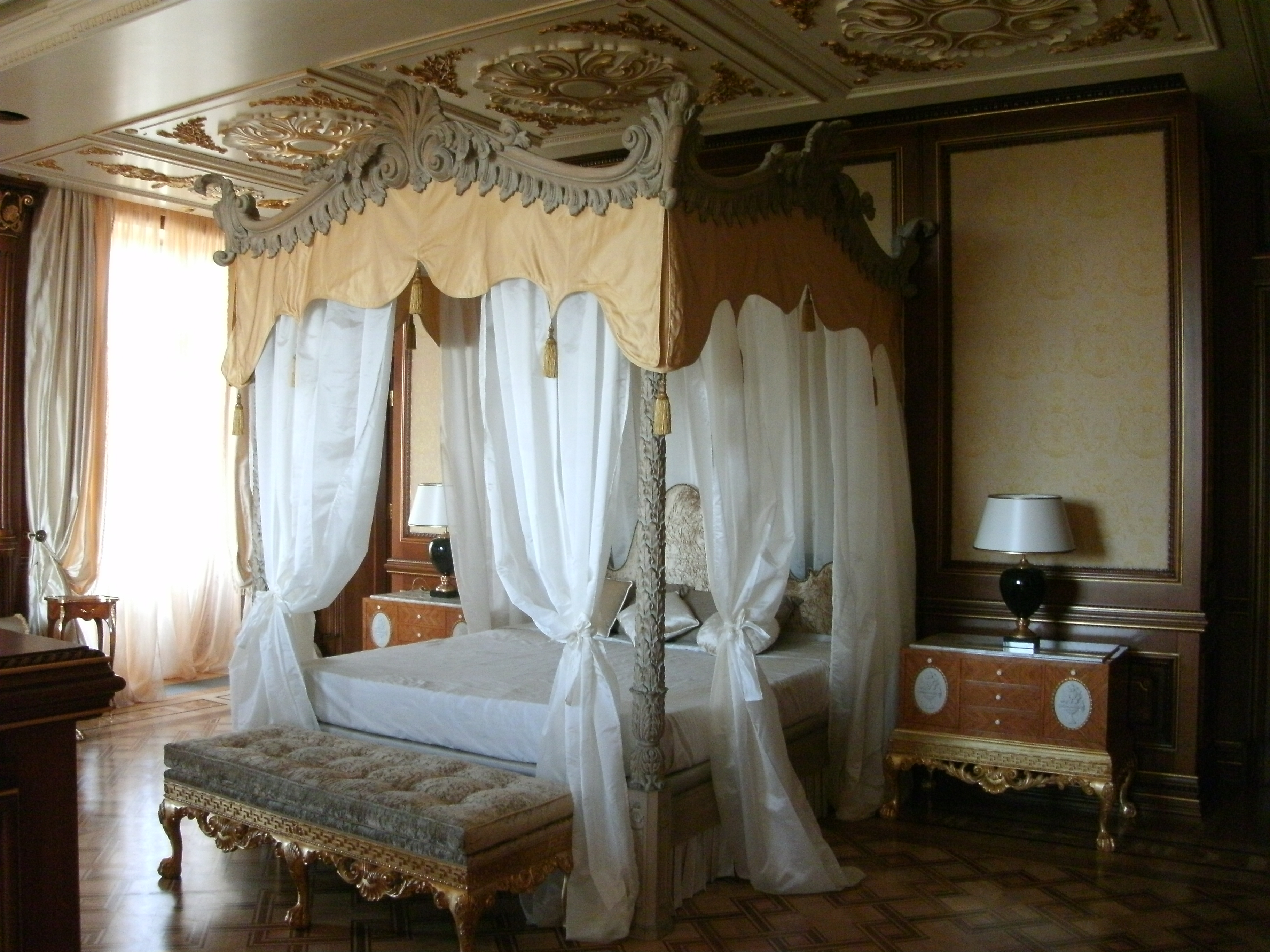
Одна зі спалень
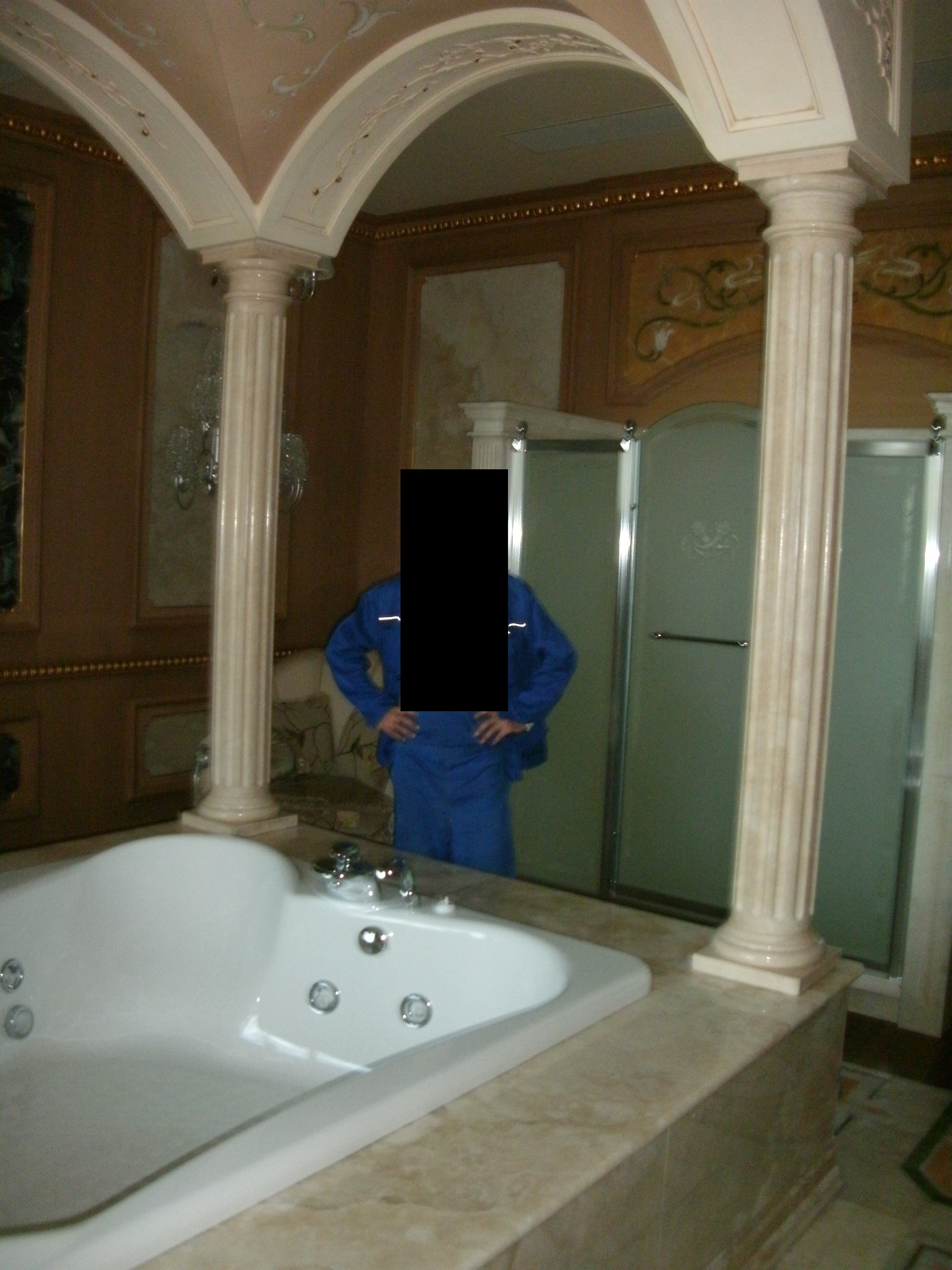
Одна з ванних кімнат